# Joseph Heller
Joseph Heller (1. května 1923 – 12. prosince 1999) byl americký spisovatel. Psal satirická díla, zejména novely a dramata.
J. Heller pocházel z Brooklynu v New Yorku, jeho rodiče byli židovští přistěhovalci z Ruska. Ve druhé světové válce sloužil u amerického bombardovacího letectva na Korsice. V letech 1948–1949 studoval Kolumbijskou univerzitu v New Yorku, poté studoval v Anglii v Oxfordu. Po ukončení studií pracoval v několika reklamních agenturách a věnoval se psaní. Roku 1975 se stal mimořádným profesorem literatury City College v New Yorku.

## Život
Joseph Heller se narodil 1. května roku 1923 v New Yorku. Oba jeho rodiče byli ruští židé. Jeho otec, Isaac Donald Heller, už byl jednou ženatý a měl dvě děti, Leeho a Sylvii. Když jeho manželka zemřela, vzal si Lenu, Hellerovu matku, a s celou rodinou emigroval z Ruska do Ameriky, kde se jim následně narodil Joseph.
Isaac Heller zemřel, když bylo Josephovi pět let, a tak nechal už tak chudou domácnost pouze na matce a na starších sourozencích.
Joseph Heller měl sklony k psaní už od dětství. Povídky začal psát ještě na základní škole a psal je na psacím stroji sousedů. Svou první povídku poslal do New York Daily News, kde byla odmítnuta. To Hellera vůbec neodradilo a na střední škole chodil na psaní na psacím stroji. Po střední škole šel rovnou pracovat. Jednu dobu byl poslíček, chvíli pracoval v továrně a v devatenácti letech se přihlásil do války. Později se Joseph Heller zmiňuje, že válka pro něj a jeho vrstevníky byla záchrana: většina z nich nevěděla, co se životem, a válka to vyřešila.
Přidal se k letectvu a poslali ho na italskou frontu, kde si odlétal 60 letů jako bombometčík. Získal tam také několik motivů a zápletek do své známé knihy Hlava XXII. Z války se vrátil jako hrdina. Svou budoucí manželku, Shirley Held, potkal na prázdninách. Vzali se roku 1945 a následně odjeli do Kalifornie, na Jihokalifornskou univerzitu, kam byl díky své vojenské službě přijat. Zároveň mu také vyšla první povídka, kterou už si ani sám nepamatuje, ale dostal za ni 200 dolarů.
Na své vysokoškolské roky vzpomínal Heller rád. Studoval angličtinu a hlavně na vysokou školu chodili převážně vojáci po službě, a tak to bylo prostředí plné lidí, které studium zajímalo. Joseph Heller dále studoval na NYU (New York University) a magisterský titul získal na Kolumbijské univerzitě. Rok poté dostal stipendium na roční pobyt v Oxfordu.
Joseph Heller pak učil angličtinu na Pensylvánské univerzitě a rok i na Yaleově univerzitě. Poté nějakou dobu psal do novin, dokud mu psaní nevydělalo tolik, aby mohl přestat a měl dost peněz pro rodinu a své děti. Pak se opět vrátil k přednášení na vysoké škole a získal profesorský titul.
V prosinci roku 1981 se u něj objevil Guillainův–Barrého syndrom a po dobu více než roku nebyl schopen se hýbat. Nakonec se ale zcela vyléčil a společně se svým přítelem malířem Speed Vogelem napsal knihu Neveselá záležitost. V ní se také zmínil o svých dalších přátelích, jako například Mario Puzovi (Kmotr).
Po vyléčení se rozvedl se svou tehdejší manželkou a znovu se oženil se sestřičkou, která se o něj starala během jeho nemoci. S tou pak žil až do své smrti.
Joseph Heller zemřel 12. prosince roku 1999 na infarkt.

## Dílo
J. Heller posunul literaturu o druhé světové válce do jiné roviny, snaží se ji zesměšňovat a ukázat její absurditu, přičemž projevuje smysl pro černý humor a ironii.
- Hlava XXII (Catch-22), 1961 – autorův nejznámější a nejlepší román, vychází z vlastních zkušeností, je svým způsobem absurdní, ale realistický. Hlavní postavou je kapitán letectva Yossarian, který je trochu klaun a trochu blázen (svým způsobem obdoba Haškova Švejka). Dílo nemá jednotnou koncepci, jedná se o vylíčení mnoha absurdních situací. Název díla je odvozen z vojenského paragrafu XXII, který říká, že voják může požádat o propuštění z armády, je-li blázen, ale zároveň říká, že uvědomuje-li si, že je blázen, nemůže být bláznem. J. Heller se na tento román pokusil navázat, ale další díl zdaleka nedosahuje kvalit prvního. - Zfilmoval Mike Nichols (1970).
- Něco se stalo (Something Happened) – 1974, románový monolog průměrného Američana žijícího v šedesátých letech, který není schopen uniknout prázdnotě života.
- Gold za všechny peníze (Good as Gold) – 1979, románová satira, v níž se hlavní hrdina pokouší uniknout před svou rodinou do politického života.
- Bůh ví (God Knows) – 1984 – satirické převyprávění života starozákonního krále Davida.
- Neveselá záležitost (No Laughing Matter) – 1986
- Nemalujte si to (Picture This), 1988 – jedná se o experimentální historický román, který je podobenstvím o úpadku umění.
- Tehdy a teď: Z Coney Islandu až sem (Now and Then from Coney Island to Here) – 1998
- Zavíráme! (Closing Time), 1994 – navazuje na Hlavu XXII, hrdinové, ke kterým se vrátil, nyní řeší problémy spojené se stářím a blížící se smrtí.
- Portrét starého umělce (Portrait of an Artist, as an Old Man) - 2000
- Portrét umělce v pokročilém věku – objeveno v pozůstalosti

Drama:
- Bombardovali jsme New Haven (We Bombed New Haven) 1967 – v tomto díle se také zaobírá válečnou problematikou.

Dále napsal celou řadu povídek především počátkem 50. let, česky tyto povídky vyšly v knize Hlava nehlava.